# Centrale thermique de Werdohl-Elverlingsen
La centrale thermique de Werdohl-Elverlingsen est une centrale thermique en Rhénanie-du-Nord-Westphalie, en Allemagne. Elle comportait deux unités au charbon, le bloc E3 de 186 MW arrêté définitivement en 2014 et le bloc E4 de 310 MW arrêté définitivement en 2018. Deux unités, les bloc E1 et E2 fonctionnant avec des produits pétroliers pour une puissance de 206 MW pouvant fonctionner en pointe sont aussi présent sur le site.